# UTC±00:00
UTC±00:00 es el vigésimo quinto huso horario de un total de 40 del planeta Tierra. Su ubicación geográfica se encuentra en el meridiano de Greenwich y por ende aquellos países que se rigen por este huso horario se encuentran a la par de dicho meridiano.

## Hemisferio norte

### Países que se rigen por UTC±00:00 todo el año
| Abreviatura | Nombre Completo                               | País |
| ----------- | --------------------------------------------- | --- |
| GMT         | Hora Media de Greenwich (Greenwich Mean Time) | Burkina Faso Costa de Marfil Dinamarca - Groenlandia - Danmarkshavn Gambia Ghana Guinea Guinea-Bisáu Islandia Liberia Malí Mauritania Santo Tomé y Príncipe Senegal Sierra Leona Togo |

### Países que se rigen por UTC±00:00 en Horario Estándar
| Abreviatura | Nombre Completo                                | País                                                                          |
| ----------- | ---------------------------------------------- | ----------------------------------------------------------------------------- |
| GMT         | Hora Media de Greenwich (Greenwich Mean Time)  | Irlanda Reino Unido (completo) - Bailía de Guernsey - Isla de Man - Jersey    |
| WET         | Hora del Oeste Europeo (Western European Time) | Dinamarca - Islas Feroe España - Canarias Marruecos Portugal (excepto Azores) |

### Países que se rigen por UTC±00:00 en Horario de Verano
| Abreviatura | Nombre Completo                               | País              |
| ----------- | --------------------------------------------- | ----------------- |
| AZOST       | Hora de Verano de Azores (Azores Summer Time) | Portugal - Azores |

## Hemisferio sur

### Países que se rigen por UTC±00:00 todo el año
| Abreviatura | Nombre Completo                               | País                                                    |
| ----------- | --------------------------------------------- | ------------------------------------------------------- |
| GMT         | Hora Media de Greenwich (Greenwich Mean Time) | Reino Unido - Santa Elena, Ascensión y Tristán de Acuña |

### Países que se rigen por UTC±00:00 en Horario Estándar
| Abreviatura | Nombre Completo                               | País                   |
| ----------- | --------------------------------------------- | ---------------------- |
| GMT         | Hora Media de Greenwich (Greenwich Mean Time) | Antártida - Base Troll |